# Hispasat 30W-6
Hispasat 30W-6 (anciennement Hispasat 1F) est un satellite de télécommunications espagnol de Hispasat qui a été lancé par une fusée Falcon 9 le 6 mars 2018. Il remplace Hispasat 1D à 30 ° de longitude ouest et fournit des services pour la télévision, le haut débit, les réseaux d'entreprise et d'autres applications de télécommunications. Le satellite dispose de 4 moteurs de propulsion plasma à effet Hall SPT-100 (en). 

## Description
Cette mission a également transporté un petit satellite de démonstration technologique (90 kg) appelé Payload Orbital Delivery System Satellite (PODSat), qui a été déployé à partir de son vaisseau-mère lorsqu'il était encore sur une orbite de transfert sous-géostationnaire.

## Galerie

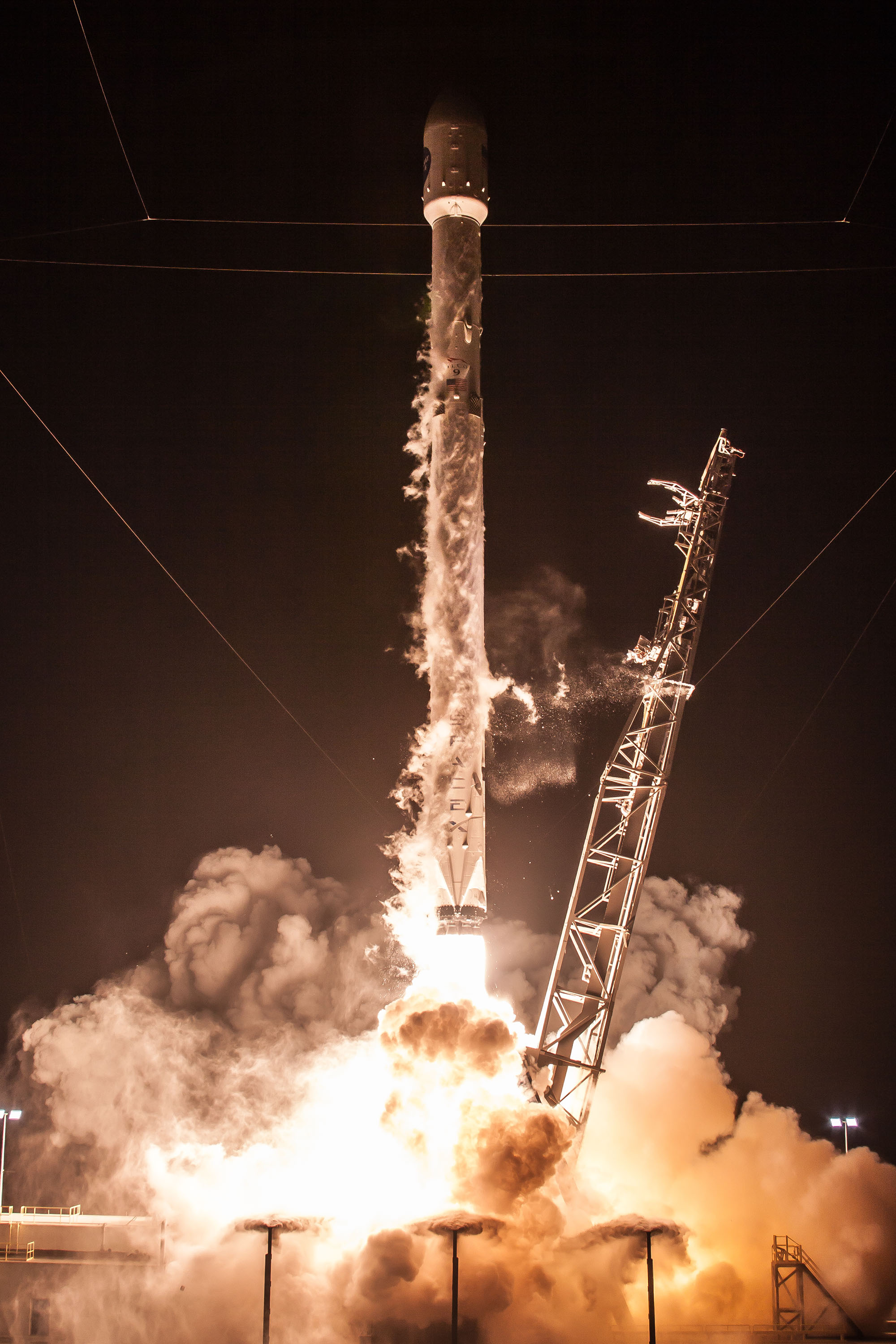
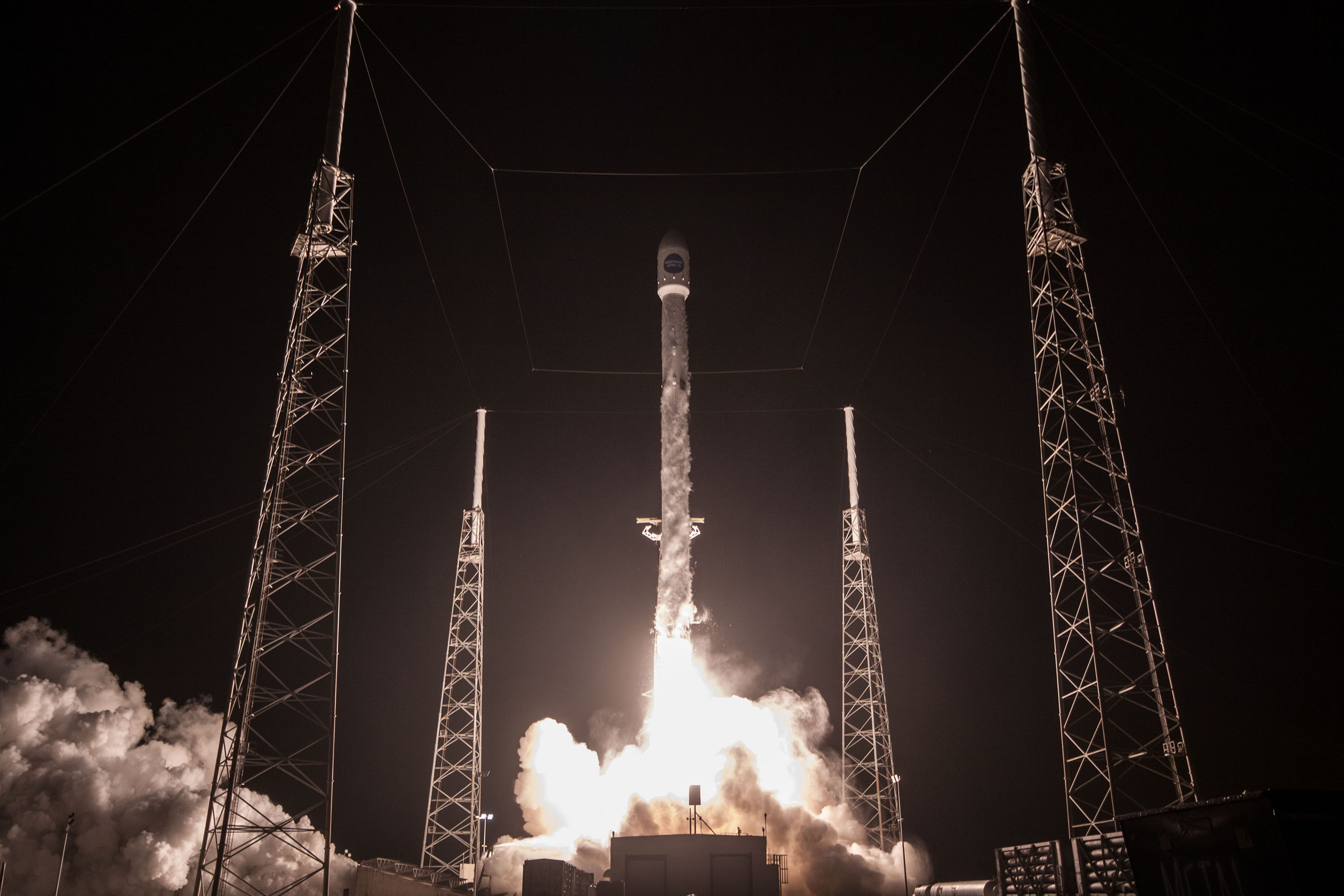
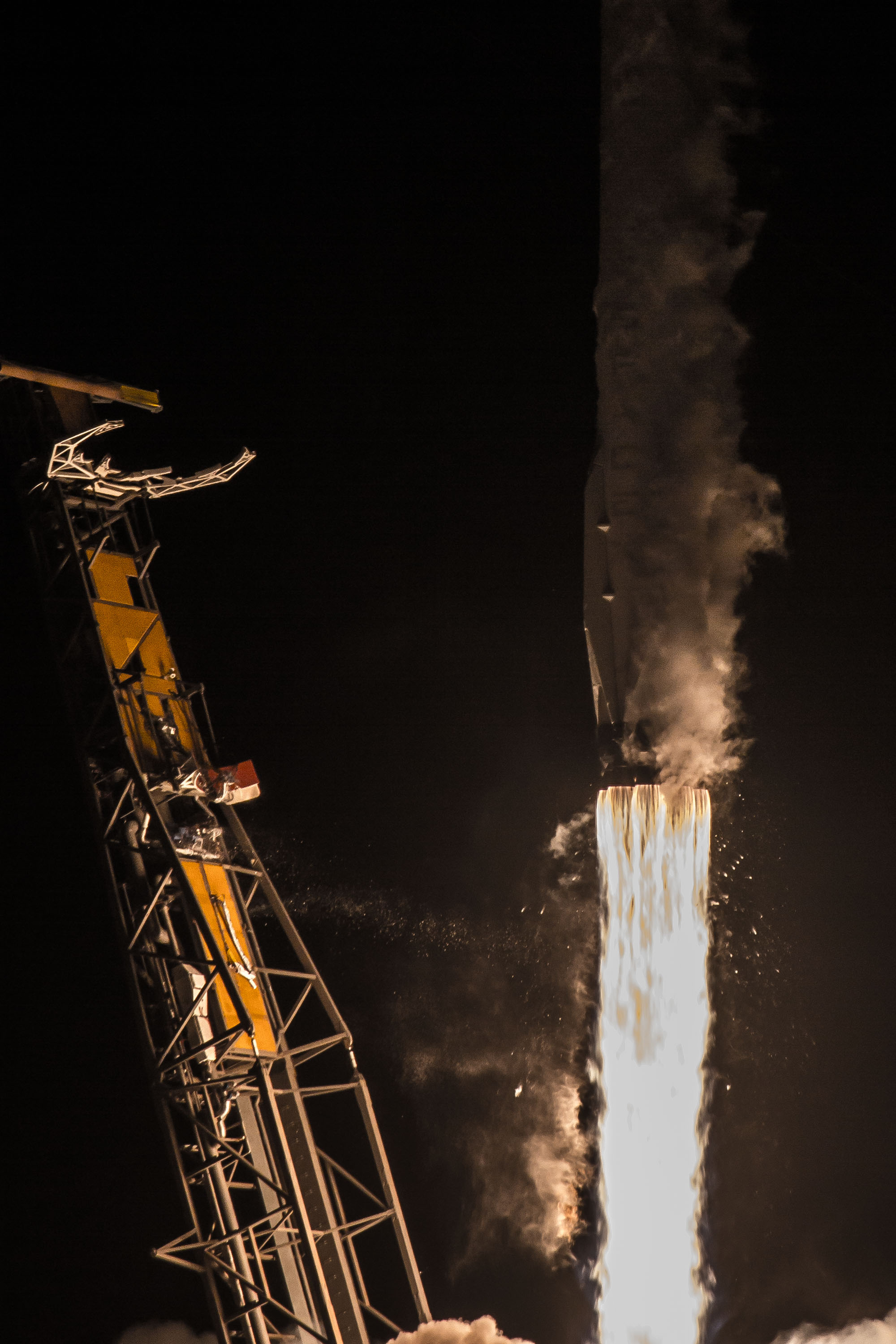
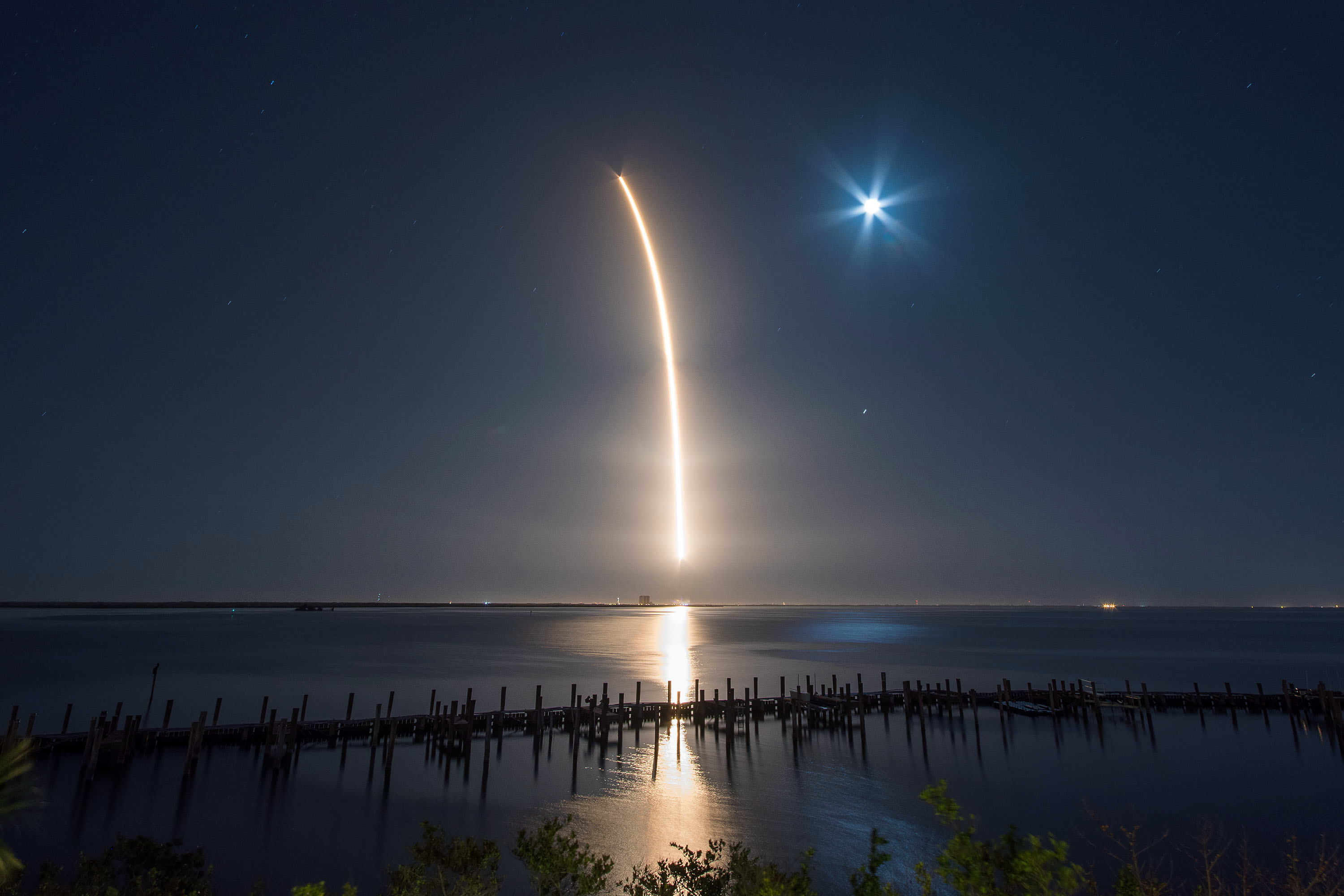